# 스카우트 (스포츠)
스카우트(Scout)는 스포츠에서 선수 또는 여타 전문적인 인력을 영입하는 행위 그리고 그러한 업무를 직업으로 하는 사람을 뜻한다. 한국에서는 스카우트 업무를 직업으로 하는 사람을 스카우터 (Scouter)라는 표현을 쓰지만 스카우트라는 표현에 이미 이러한 업무를 직업으로 하는 사람이란 뜻이 있기 때문에 스카우터는 올바른 표현이 아니다. 이는 동사와 직업명이 동일한 경우에 속한다. (예: cook, guard, guide, judge, model, nurse, pilot, 등등)